# Kichatna Mountains
Die Kichatna Mountains bilden eine vergletscherte Gebirgsgruppe im Westen der Alaskakette in Alaska (USA). 

## Geografie
Die Berge befinden sich 110 km südwestlich des Denali. Den zentralen Teil der Kichatna Mountains bilden die Cathedral Spires, mehrere Felsenberge, darunter die Kichatna Spire, mit 2739 m die höchste Erhebung.
Die etwa 1800 km² große Gebirgsgruppe wird im Norden von Dillinger River, Shellabarger Pass (1007 m) und West Fork Yentna River sowie im Westen vom Jones River begrenzt. Earl River, Simpson Pass (1158 m) und der namensgebende Fluss Kichatna River bilden die Begrenzung der Kichatna Mountains nach Süden. Das Gebirge wird im Osten zum Yentna River sowie im Westen zum South Fork Kuskokwim River hin entwässert.
Die über 1000 Meter hohen Felswände der Cathedral Spires bieten verschiedene schwierige Kletterrouten, die erst Anfang des 21. Jahrhunderts erstbegangen wurden.

## Berge der Kichatna Mountains
- Kichatna Spire (2739 m)
- Middle Triple Peak (2693 m)
- Augustin Peak (2621 m)
- The Citadel (2597 m)
- Gurney Peak (2560 m)
- Lewis Peak (2377 m)

## Gletscher der Kichatna Mountains
- Caldwell-Gletscher
- Cul-de-Sac-Gletscher
- Fleischmann-Gletscher
- Shadows-Gletscher
- Shelf-Gletscher
- Tatina-Gletscher